# AMD K5

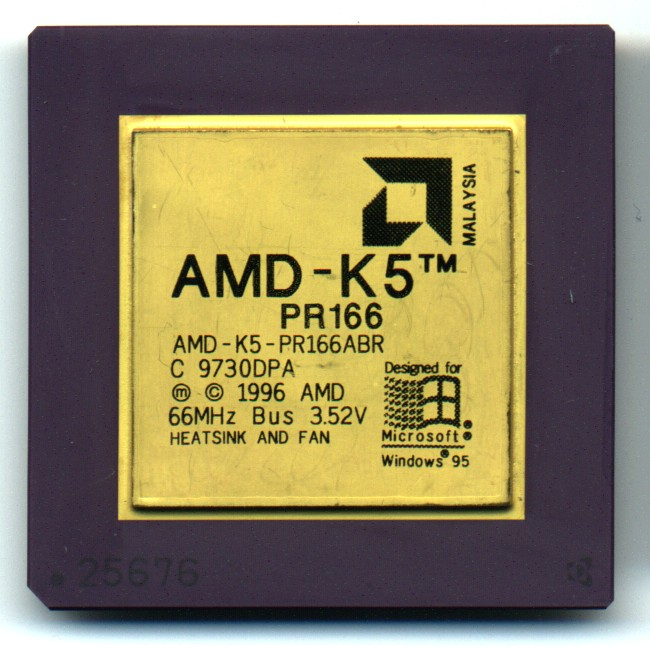
AMD K5 PR166

L'AMD K5 è un microprocessore compatibile x86 sviluppato da AMD e introdotto nel 1995 (in ritardo di un anno a causa di problemi nel raggiungere le velocità di clock programmate) per competere direttamente con l'Intel Pentium. Nessuna versione supportava le istruzioni MMX, nonostante il processore fosse molto avanzato, e più simile ad un Pentium Pro che ad un Pentium: era internamente basato sull'architettura RISC dell'Am29000, con una unità di transecodifica delle istruzioni x86.
Il processore era fortemente superscalare: possedeva infatti cinque ALU, in grado di eseguire istruzioni out-of-order, ma una sola FPU, mentre il Pentium possedeva due di ognuna; era fornito di un branch target buffer di dimensioni quattro volte superiori a quelle del Pentium, ma non ne viene riportata una maggiore efficienza; il metodo di rinomina dei registri permetteva miglior lavoro in parallelo delle pipeline; faceva uso di esecuzione speculativa; possedeva una cache istruzioni di 16 KB, il doppio del Pentium, e la cache primaria era associativa a 4 vie, mentre quella del processore Intel lo era a 2.
Questo processore rappresentava per AMD una possibilità di sorpasso tecnologico su Intel, ma i problemi di produzione, legati alle basse velocità di clock, e dimostrati ancora dalla BPU, quattro volte più grande di quella di Intel ma di prestazioni non superiori, vanificarono il buon design della CPU, che pure aveva prestazioni nel calcolo in virgola mobile superiori a quelle del Cyrix 6x86 ma inferiori a quelle del Pentium. A causa del ritardo sul mercato e delle prestazioni non del tutto soddisfacenti non fu ben recepito dal mercato quanto il suo predecessore Am486 o il successore K6.
La linea K5 veniva distinta in due parti, SSA/5 e 5x86, la prima tra i 75 e i 100 MHz (5K86 da P75 a P100, più tardi K5 da PR-75 a PR100); l'altra da 90 a 133 MHz. AMD utilizzò il suo "PR rating" per paragonare i propri processori a quelli di Intel, quindi un esemplare a 116 MHz della seconda linea era chiamato "K5 PR166".

## Modelli

### SSA/5
- Venduto come 5K86 da P75 a P100, in seguito come K5 da PR75 a PR100
- 4,3 milioni di transistor a 500 o 350 nm
- Cache L1: 8 + 16 KB (Dati + Istruzioni)
- Socket 5 o Socket 7
- VCore: 3,52V
- Front side bus: 50 (PR75), 60 (PR90), 66 MHz (PR100)
- Introduzione sul mercato: 27 marzo 1996
- Clockrate: 75, 90, 100 MHz

### 5k86
- Venduto come K5 da PR120 a PR166 (200)
- 4,3 milioni di transistor a 350 nm
- Cache L1: 8 + 16 KB (Dati + Istruzioni)
- Socket 5 o Socket 7
- VCore: 3,52V
- Front side bus: 60 (PR120/150), 66 MHz
- Introduzione sul mercato: 7 ottobre 1996
- Clockrate: 90 (PR120), 100 (PR133), 105 (PR150), 116.6 (PR166), 133 MHz (PR200)

Il PR200 era stato pianificato, ma se è stato mai prodotto ne sono state diffuse pochissime unità.